# Ordensburg Frauenburg
Die Ordensburg Frauenburg (lettisch Saldus ordeņa pils oder Frauenburgas pils) ist eine abgegangene Ordensburg des Livländischen Ordens in der kurländischen Stadt Saldus im Bezirk Saldus. Auf dem Grundstück der ehemaligen Burganlage befindet sich heute das örtliche Krankenhaus.

## Geschichte
Erstmalig genannt wurde die Burg 1411 als Frawenburg, wenngleich sie vermutlich bald nach der Ordensburg Schrunden in den 1370er Jahren erbaut worden ist; andere Quellen nennen als Bauzeitraum auch das beginnende 15. Jahrhundert. Nach Angaben des Historikers Johann G. Arndt (1753) wurde die Burg bereits 1341 errichtet, jedoch ist dies nicht urkundlich belegt.
Der Name Frauenburg stammt von „Die Burg unserer lieben Frau“, einer Alternativ-Bezeichnung der Jungfrau Maria, die eine Schutzpatronin des Ordens ist. Die Gründe für die Errichtung der Burg waren zum einen der Schutz vor Angriffen des Großfürstentums Litauen und zum anderen die Sicherung der Straße nach Doblen. Frauenburg lag in der Komturei Goldingen und war dem Vogt von Kandau unterstellt.
Nach dem Fall des Livländischen Ordens 1562 übernahm der letzte Landmeister des Ordens und neue Herzog des säkularisierten Herzogtums Kurland und Semgallen, Gotthard Kettler, Burg Frauenburg und die dazugehörigen Ländereien. Im Jahre 1625 residierte im Schloss Herzog Friedrich und von 1660 bis 1682 sein Sohn Herzog Jakob, der das Herzogtum zu großer wirtschaftlicher Blüte führte. Zu dieser Zeit wandelte sich Saldus zu einem der wirtschaftlichen und politischen Zentren des Herzogtums und um die Burg entstand eine große Siedlung.
Im Zweiten Nordischen Krieg plünderten 1659 schwedische Soldaten die Burg, aber bereits ein Jahr später war hier Herzog Jakob Kettler mit seiner Familie untergebracht.
Während des Großen Nordischen Krieges rastete der schwedische König Karl XII. 1701 auf seinem Marsch von Birsen nach Grobin in Frauenburg. Noch im selben Jahr wurde die Burg – vermutlich beim Rückzug der Schweden – zerstört und nicht wieder aufgebaut. Sie verfiel danach zusehends, sodass bereits im 19. Jahrhundert keine Überreste mehr vorhanden waren.
Nach dem Zweiten Weltkrieg wurde das Gelände der Burg zum archäologischen Denkmal erklärt.
1970 erteilte das Kulturministerium der Lettischen SSR dennoch die Genehmigung zum Bau eines Krankenhausgebäudes auf dem Grundstück. Als 1972 die Baugrube fast ausgehoben war, gelang es dem Archäologen Professor Ēvalds Mugurēvičs die Bauarbeiten vorübergehend zu stoppen. In nur wenigen Tagen konnte der das Fundament der Burg ausgraben, vermessen und einen Grundriss anfertigen.

## Beschreibung
Burg Frauenburg wurde auf einem Hügel neben einer Flussbiegung des zum Mühlenteich aufgestauten Baches Slimnīcas strauts errichtet. Dieser umfließt den teilweise bis zu 10 m höheren Burghügel von Norden kommend an der Westseite bis zur Südseite und formt ein natürlich abfallendes Ufer. Auf der Ostseite wurde die Burg vermutlich durch einen künstlichen Burggraben geschützt, den man jedoch im 18. bzw. 19. Jahrhundert zuschüttete.
Im Grundriss bildete die Burg ein Quadrat von 43 m Seitenlänge bei einer Mauerstärke von etwa 2,5 m und entsprach einem für die Region typischen Lagerkastell. Auf der Innenseite entstand entlang der Ostmauer zunächst ein 5,5 m breiter Flügelbau. Zur selben Zeit oder auch erst später wurden zwei weitere Gebäude errichtet; in der Nordostecke ein Gebäude mit 7,6 × 6 m und in der Südwestecke eines mit 10 × 8 m.
In der zweiten Bauphase im 16. Jahrhundert wurde an der Außenseite der südlichen Mauer ein weiterer Flügel angefügt, der sich über die ganze Mauerlänge erstreckte und vier gleich große Räume enthielt. Die Mauern des Anbaus waren etwa 1 – 1,2 m dick.
In der letzten Bauperiode im 17. Jahrhundert erhielt die Burg noch einen Flügel an der Außenseite der Nord- und einen an der Westmauer, sodass ein vierflügeliges Schloss entstand. Im Grundrissplan des Archäologen Mugurēvičs sind im nördlichen Anbau keine Innenmauern verzeichnet; hier befand sich möglicherweise der Zugang zum Schloss. Der Westflügel war in mehrere, verschieden große Räume aufgeteilt.